# ヨハネス・ピロポノス
ヨハネス・ピロポノス (またはフィロポノス、ギリシア語: Ἰωάννης ὁ Φιλόπονος、490年頃 - 570年頃) は、東ローマ帝国期のアレクサンドリア出身のキリスト教徒でアリストテレス哲学の注釈者。「文法家ヨハネス」あるいは「アレクサンドリアのヨハネス」としても知られる。膨大な量の哲学的論文や神学的作品を書いた。精確で、時に論争好きな著述家にして生前論争を引き起こした独創的な思想家として、ヨハネス・ピロポノスはアリストテレス―ネオプラトニズム的伝統を破って出て、方法論を問い、自然科学における経験主義を導いた。 
彼は三位一体を三神論的に解釈したと受け取られたために没後680年 - 681年に正教会から異端宣告を受けている。
彼の作品は15世紀以降ヨーロッパで広くラテン語に翻訳・出版された。アリストテレスの『自然学 (アリストテレス)』に対する彼の批判はピコ・デラ・ミランドラやガリレオ・ガリレイに大きな影響を与えた。ガリレオは自身の著作でピロポノスを大いに引用している。
「ヨハネス」はラテン語に由来する表記であり、中世以降のギリシャ語からは「イオアンニス」もしくは「ヨアニス」などと転写し得る。

## 生涯
ひょっとしたらキリスト教徒の家庭に生まれているかもしれないが、彼の前半生について何も知られていない。ピロポノスはアレクサンドリア学派で学び、510年ごろから著作を発表し始めた。彼はネオプラトニズム哲学者でアテネでプロクロスの下に学んだアンモニオス・ヘルメイウの弟子で、時には師匠の秘書も務めた。
ピロポノスの初期の著作はアンモニオスから受けた講義に基づいているが、彼はアリストテレスの『自然学』や『霊魂論』に対する注釈・批判の中で徐々に独立した思想を作り上げていった。後期の作品では、ピロポノスは最初にアリストテレスの力学を否定して「インペトゥス理論」を提出した思想家の一人となった。インペトゥス理論では物体が動き、そして動きを保つのはその物体に動作主からエネルギーが与えられたからで、運動が止むのはそのエネルギーを使い果たしたからだと説明する。この誤っているが示唆深い理論の中には近代物理学の慣性の概念への第一歩を見出しうるが、ピロポノスの理論は彼がアリストテレスを過激に批判しすぎたために当時は概して無視された。
しかしこれ[アリストテレスの説]は完全に誤っており、一方我々の説は実際の実験によっていかなる種類の口頭での議論よりも効果的に完全に確証することができる。同じ高さから二つのもの、一方は他方より何倍も重い、を落とすと運動に要求される時間の比率が[単に]重さのみには依存せず、時間の差は極めて小さいことがわかる。...―アリストテレスの、物体の落下する時間は重量に反比例するという主張に対するヨハネス・ピロポノスの論駁
529年にピロポノスは批判書『プロクロス反駁論』を書いた。同書で彼は世界の永遠性(天地創造というキリスト教の教義に対する異教徒の攻撃の基盤をなす理論)を提案するあらゆる主張を体系的に打ち砕いた。世界永遠論者に対する知的な戦いはピロポノスの主に没頭した問題となり、その後数十年にわたって彼の著作のいくつか(散逸したものもある)を支配した。 
彼の注釈の様式と彼の出す結論によってピロポノスは同僚や仲間の哲学者の間で評判を失った。彼は530年ごろに哲学の研究をやめたようで、代わりに神学に専念している。550年ごろに彼は神学に関する作品『天地創造論』を書いた。同書ではギリシアの哲学者及びカイサリアのバシレイオスの識見を利用して聖書の創造の話を注釈している。アリストテレスが天上の物体の運動と地上の発射物の運動とで全く別の説明を提示しているのに反して、同書で彼は自身のインペトゥス理論を惑星の運動に転用している。そのため科学史においては、ピロポノスの神学に関する著作が力学の統一的理論を最初に試みたものとして認識されている。もう一つの彼の主に神学に関する著作は物質的な物体は全て神によって生み出されると主張するものである(Arbiter, 52A-B)。
553年ごろにピロポノスはキリスト論に関して第2コンスタンティノポリス公会議に対していくつかの神学的貢献をしている。キリストの両性に関する彼の理論によればキリストの中には二つの結合した実体が存続していて、結合しているが分割可能である。この理論は人間の魂と肉体の結合と類比的であり、また、合性論(en:Miaphysitism)と一致する。また、彼はこの時期に三位一体に関する著作をものしている。
ヨハネス・ピロポノスは死後に三位一体に関して異端的な見方をしているとされ、680年-681年に破門された。このため続く数百年間彼の思想の伝播は制限されたが、生前もそれ以降も彼の著作はシリア語やアラビア語に訳されて彼の作品の多くが保存され、しかもアラブ人たちに学ばれた。彼の著作の中にはギリシア語版もしくはラテン語版でヨーロッパに伝わり続けたものもあり、ボナヴェントゥーラが影響を受けた。インペトゥス理論は14世紀にジャン・ビュリダンに取り上げられた。

## 著作
ヨハネス・ピロポノスは文法学、数学、物理学、化学、そして神学といった広大な範囲にわたって主題をとって、少なくとも40の作品を書いている。 
- On words with different meanings in virtue of a difference of accent (De vocabulis quae diversum significatum exhibent secundum differentiam accentus)[4]
- Commentary on Aristotle's ‘On Generation and Corruption[5]
- Commentary on Aristotle's De Anima’[6]
- Commentary on Aristotle's Categories’[7]
- Commentary on Aristotle's Prior Analytics’[8]
- Commentary on Aristotle's Posterior Analytics’[9]
- Commentary on Aristotle's Physics[10][11][12][13][14] Philoponus' most important commentary, in which he challenges Aristotle on time, space, void, matter and dynamics.
- On the Eternity of the World against Proclus (De aeternitate mundi contra Proclum)[15]
- On the Eternity of the World against Aristotle (De aeternitate mundi contra Aristotelem)[16] A refutation of Aristotle's doctrines of the fifth element and the eternity of motion and time, consisting of at least eight books.
- Commentary on Aristotle's ‘Meteorology’[17]
- On the Contingency of the World (De contingentia mundi)[18][19]
- On the Use and Construction of the Astrolabe[20] The oldest extant Greek treatise on the astrolabe.
- Commentary on Nicomachus' Introduction to Arithmetic[21]
- On the Creation of the World (De opificio mundi)[22] A theological-philosophical commentary on the Creation story in the Book of Genesis.
- Arbiter (Diaitêtês)[23][24] A philosophical justification of monophysitism. Not extant in Greek; Syriac text with Latin trans.
- On the Trinity (De trinitate)[25] The main source for a reconstruction of Philoponus' trinitarian doctrine.

### 哲学に関する注釈
古典古代後期から中世初期にかけての作品に対する注釈は読者に教えることを狙いとした。その点について、ピロポノスの注釈にみられる反復性によって彼の教育的な意識が説明される。抽象的な方法ではあるが、ピロポノスは問いにおいてその概念に主眼を置いていた。
ピロポノス初期の哲学を扱った作品はその多くが物体、延長、場所、そして様々な種類の変化の間の区別を定義することに努めている。例えば、注釈書『アリストテレスのいう世界の永遠性に対する反駁』ではアリストテレスの自然哲学の定式化された説明が書かれている。アリストテレスとピロポノスは二人とも変化の中には形式と物体の点で種類の違うものがあると主張した。
『自然学』において、アリストテレスは場所の概念とともに話を進めるが、空間が存在することを心から払いのけている。プラトンに由来し、アリストテレスが発展させた思想はピロポノスによって展開させられてきた。ピロポノスは均質空間という概念をアリストテレスの哲学体系と融合させることに努めた。実体は独力でそれ自体の存在に何らかの確定的な性質を要求するという主張がピロポノスによってなされた。非物質的なものを否定したアリストテレスと同様に、そして非物質的な実体を受け入れた形而上学を構築したプラトンとは対照的に、ピロポノスの実体の概念は物質的な対象について述べる。
空間の議論に関して、空間上のどの点からでも同一の図を描けると主張したことでピロポノスは後のルネサンスの学者たち、例えばピコ・デラ・ミランドラとガリレオ・ガリレイに影響を与えた革新的な思想家だと認知されるようになった。そのため、パースペクティヴに関するピロポノスの考えは、その中に物体が位置づけられるがそれ自体は物質ではない三次元的な媒体として空間という概念を表す。
『理性論』と題されている『霊魂論』第三巻でピロポノスは理性の教義を分析している。著者(ピロポノスまたは偽ピロポノス)は活動している理性の役割や機能に関する理論を置いている。一方では活動している理性が存在し、他方では知覚認識、つまり人がいかにして自分の近く内容を認識するのかに関する理論が存在する。言い換えれば、この反省的哲学では、自己と、知識の本性に関する議論を招くような真理との関係を強調する合理主義的な結論が存在する。 
この考えによれば、知識はその対象と同一である、というのは知覚の自己認識は非理性的な魂からは分離しているからである。それゆえに知性とその対象との同一性を通じて理解が生じる。さらに言うと、知覚は物質的なもののみを扱うのである。
ピロポノスは化学において科学的・哲学的なアリストテレスの著作の中心的な問題を立てた。その著作は『生成と消滅』という題で混合(化学的結合)はいかにして可能なのか?という問題を考察している。この話題に対するピロポノスの功績は、判断基準の7つの構成要素の三番目にあたる可能態に新たな定義を与えたことにある。混合の理論には様々な解釈が存在するが、ピロポノスはアリストテレスのアプローチを否定するよりもむしろ洗練させたようである。混合の理論に関するピロポノスの作品解釈したものの一人であるデ・ハースは「構成要素は最上級の範囲を除いてそれに本質的な性質をもつことはできない」と述べている。

### 神学論文
ピロポノスの主なキリスト論に関する著作は『証人』である。同書は553年の第2コンスタンティノポリス公会議の直前に書かれた同書は復活の教義の点で有名になった。『自然学 (アリストテレス)』に現された考えと同様に、ピロポノスは『証人』で、人間の消滅した肉体(物質的なもの)は神によって徐々に生み出される(形相と質料)と述べている。

## 修史的功績
同時代の人々との関係
ヨハネス・ピロポノスのキリスト論を扱っている『偉大な作品』はアレクサンドリアのキュリロスやアンティオキアのセウェロスらの流れに位置づけられる。ピロポノスは妥協点に達しようとしたカルケドン信条に反対して神性と人性としてキリストを理解することを強調した。
後の歴史叙述に対する影響
ピロポノスの空間を均質だとする説はアリストテレスのヘレニズム的な教えに影響を受けている。しかし、ピロポノスとその同時代人のキリキアのシンプリキオスやストラトンはこの概念をより発展させた。この概念はルネサンスのパースペクティヴに関する理論、特にレオン・バッティスタ・アルベルティや他の建築の親方が強調したもの、を先導した。

## 書誌

### 作品
- On words with different meanings in virtue of a difference of accent (De vocabulis quae diversum significatum exhibent secundum differentiam accentus), ed. L.W. Daly, American Philosophical Society Memoirs 151, Philadelphia: American Philosophical Society, 1983.
- Commentary on Aristotle's ‘On Generation and Corruption’, ed. H. Vitelli, Commentaria in Aristotelem Graeca (henceforward CAG) XIV 2, Berlin: Reimer, 1897.
- Commentary on Aristotle's ‘De Anima’ ed. M. Hayduck, CAG XV, Berlin: Reimer, 1897.
- Commentary on Aristotle's ‘Categories’, ed. A. Busse, CAG XIII 1, Berlin: Reimer, 1898.
- Commentary on Aristotle's ‘Prior Analytics’, ed. M. Wallies, CAG XIII 2, Berlin: Reimer, 1905.
- Commentary on Aristotle's ‘Posterior Analytics’, ed. M. Wallies, CAG XIII 3, Berlin: Reimer, 1909.
- Commentary on Aristotle's ‘Physics’, ed. H. Vitelli, CAG XVI-XVII, Berlin: Reimer, 1887?88.
- Commentary on Aristotle's ‘Meteorology’, ed. M. Hayduck, CAG XIV 1, Berlin: Reimer, 1901.
- Commentary on Nicomachus' Introduction to Arithmetic, ed. R. Hoche, Part I/II Wesel: A. Bagel, 1864/65, Part III Berlin: Calvary, 1867.
- On the Eternity of the World against Proclus (De aeternitate mundi contra Proclum), ed. H. Rabe, Leipzig: B.G. Teubner, 1899; repr. Hildesheim: Olms, 1984.
- On the Eternity of the World against Aristotle (De aeternitate mundi contra Aristotelem), not extant; fragments reconstr. and trans. C. Wildberg
- On the Creation of the World (De opificio mundi), ed. W. Reichardt, Leipzig: Teubner, 1897.
- Arbiter (Diaitêtês text with Latin trans. A. Sanda, Opuscula monophysitica Ioannis Philoponi, Beirut: Typographia Catholica PP.Soc.Jesu., 1930.

### 英訳
- On Aristotle's Physics 2, trans. A.R. Lacey, London: Duckworth, 1993.
- On Aristotle's Physics 3, trans. M. Edwards, London: Duckworth, 1994.
- Corollaries on Place and Void, trans. D. Furley, London: Duckworth, 1991.
- Against Aristotle on the Eternity of the World, London: Duckworth, 1987.

More translations are listed here